# Penn Badgley
Penn Dayton Badgley (Baltimore, Maryland; 18 de noviembre de 1986) es un actor y músico estadounidense. Es conocido por su rol como Dan Humphrey en la serie de The CW Gossip Girl (2007–12) y Joe Goldberg en la serie de Netflix You (2018-2025). Actualmente es el cantante principal de la banda indie, Mother (estilizado como MOTHXR).

## Primeros años
Badgley nació en Baltimore, Maryland, hijo de Lynne Murphy y Duff Badgley, que trabajó como periodista y también carpintero; Duff fue candidato del Green Party para gobernador del estado de Washington en 2008. Sus padres se divorciaron cuando tenía 12 años. Badgley vivió  su infancia repartida entre Woodlake, Virginia y Seattle, Washington. Asistió al colegio Woolridge, donde su madre se convirtió en presidenta de la PTA, antes de ser transferida a St. Christopher's School. Le gustaba jugar a fútbol juvenil, donde su padre era entrenador. Asistió a la Academia Charles Wright en Tacoma, Washington, y estuvo involucrado con Seattle Children's Theatre. Pronto comenzó a hacer voces en off para las estaciones de radio de los niños.
A los 11 años, Badgley se mudó a Hollywood y comenzó a seguir una carrera como actor. También siguió una carrera de cantante durante este tiempo y grabó un sencillo pop en 1998. A la edad de catorce años, Badgley terminó su California High School Proficiency Exam y comenzó a asistir a Santa Monica College. Más tarde fue aceptado en la Universidad del Sur de California, donde postergó la admisión debido a obligaciones contractuales, pero luego se matriculó en Lewis & Clark College en Portland, Oregon durante dos años.

## Carrera
En 2007, Badgley fue protagonista de la serie de drama juvenil Gossip Girl por The CW, basado en la serie de libros del mismo nombre de Cecily von Ziegesar. La serie gira en torno a la vida de personas que crecen en Nueva York, Upper East Side. Asisten a instituciones académicas de élite, tienen trato con el sexo, las drogas y otros problemas. Badgley retrata a Dan Humphrey, es el hijo de una ex estrella de rock Rufus Humphrey (Matthew Settle) y el hermano de Jenny Humphrey (Taylor Momsen). Su familia no es adinerada y viven en Brooklyn. Luego en el transcurso de la serie se convierte en el interés amoroso de una chica del Upper Easte Side, Serena van der Woodsen (Blake Lively).
Fue protagonista en la nueva versión 2009 de la película de 1987 El padrastro, en la que él es el hijastro del asesino y juega un papel importante en la película.
Badgley ocupa el lugar número 75 en "100 hombres más atractivos de la televisión de 2011".
Además, Penn tiene una banda llamada MOTHXR en la que es el cantante líder.
Desde 2018 hasta 2025 con su finalización, fue el protagonista de la serie You de la plataforma Netflix.

## Vida personal
Durante las elecciones presidenciales de Estados Unidos de 2008, Badgley expresó su apoyo a Barack Obama en lugar de John McCain. Badgley y Blake Lively aparecieron en un comercial pro-Barack Obama, como parte del programa MoveOn's Youth Vote. El comercial, dirigido por Doug Liman, se emitió durante Gossip Girl on The CW, MTV, y Comedy Central.
En marzo de 2010, la American Red Cross anunció a Penn Badgley como miembro del National Celebrity Cabinet, un grupo de celebridades que promueven los servicios de la Cruz Roja donando su tiempo, ayudando a los vecinos a prepararse para emergencias, respondiendo a los desastres y ayudando a aquellos en necesidad, en la calle, en todo el país y en todo el mundo.
En abril de 2010, Badgley unió fuerzas con Brad Pitt en el Comité de candidatura de EE. UU. para llevar la Copa Mundial de la FIFA a los Estados Unidos en 2018 o 2022.
También en 2010 comenzó la búsqueda de la espiritualidad. En una entrevista con Shadi Toloui-Wallace, Penn describe cómo un vertido de petróleo de la empresa BP provocó su exploración de la conexión entre justicia y espiritualidad, y le llevó a las selvas tropicales de Colombia, y a la fe bahá'í. Badgley ha sido miembro de la fe Bahá'í desde 2015 y es un activista contra la persecución a los bahaíes por Irán.
Badgley es amigo del activista de Baltimore DeRay McKesson, a quien conoció durante el movimiento Occupy Wall Street, y se considera un aliado del movimiento Black Lives Matter. Badgley quiere que el diálogo de brutalidad policial incluya a las mujeres víctimas. Badgley también es un activista de los derechos LGBT.
En 2014, Badgley comenzó una relación con la cantante Domino Kirke. Se casaron en un tribunal de Nueva York el 27 de febrero de 2017. Su primer hijo nació el 11 de agosto de 2020.

## Discografía

### Álbumes de estudio
- Centerfold (2016)

## Filmografía

### Cine
| Año  | Título                     | Rol                | Notas        |
| ---- | -------------------------- | ------------------ | ------------ |
| 2001 | The Fluffer                | Joven Sean         |              |
| 2003 | Debating Robert Lee        | Debatista          |              |
| 2006 | John Tucker Must Die       | Scott Tucker       |              |
| 2007 | Drive-Thru                 | Van                |              |
| 2008 | Forever Strong             | Lars               |              |
| 2009 | The Juggler                | The stud           | Cortometraje |
| 2009 | The Stepfather             | Michael Harding    |              |
| 2010 | Easy A                     | "Woodchuck" Todd   |              |
| 2011 | Margin Call                | Seth Bregman       |              |
| 2012 | Greetings from Tim Buckley | Jeff Buckley       |              |
| 2014 | Parts per Billion          | Erik               |              |
| 2015 | Cymbeline                  | Posthumus          |              |
| 2016 | The Paper Store            | Sigurd Rossdale    |              |
| 2016 | Adam Green's Aladdin       | Príncipe de Monaco |              |

### Televisión
| Año       | Título                     | Rol                                             | Notas                                            |
| --------- | -------------------------- | ----------------------------------------------- | ------------------------------------------------ |
| 1999      | Will & Grace               | Todd                                            | Episodio: "I Never Promised You an Olive Garden" |
| 2000–01   | The Young and the Restless | Phillip "Chance" Chancellor IV                  | Elenco principal, serie de TV (10 episodios)     |
| 2000–02   | The Brothers García        | Eddie Bauer                                     | 2 episodios                                      |
| 2000      | Daddio                     | Todd                                            | 2 episodios                                      |
| 2002      | The Nightmare Room         | Mike                                            | No acreditado; episodio: "My Name Is Evil"       |
| 2002      | Do Over                    | Joel Larsen                                     | Elenco principal; 15 episodios                   |
| 2002      | What I Like About You      | Jake Wood                                       | Episodio: "Copy That"                            |
| 2003      | The Twilight Zone          | Trace Malone                                    | Episodio: "Homecoming"                           |
| 2004–05   | The Mountain               | Sam Tunney                                      | Elenco principal; 13 episodios                   |
| 2006      | The Bedford Diaries        | Owen Gregory                                    | Elenco principal; 8 episodios                    |
| 2007–12   | Gossip Girl                | Daniel "Dan" Humphrey                           | Elenco principal; serie de TV The CW             |
| 2015      | The Slap                   | Jamie                                           | 2 episodios                                      |
| 2018–2025 | You                        | Joe Goldberg / Will Bettelheim / Jonathan Moore | Protagonista, serie de TV Netflix                |